# بيترو سيبيل
بيترو سيبيل (بالإسبانية: Pietro Sibille)‏ هو ممثل بيروفي، ولد في 20 أبريل 1977 في ليما في بيرو.

## أعمال

### أفلام
- (2000) دليل على الحياة[2]

## وصلات خارجية
- بيترو سيبيل على موقع IMDb (الإنجليزية)
- بيترو سيبيل على موقع قاعدة بيانات الأفلام العربية
- بيترو سيبيل على موقع ألو سيني (الفرنسية)
- بيترو سيبيل على موقع أول موفي (الإنجليزية)
- بيترو سيبيل على موقع قاعدة بيانات الأفلام السويدية (السويدية)
- بيترو سيبيل على موقع قاعدة بيانات الفيلم (الإنجليزية)
- بيترو سيبيل على موقع كينوبويسك (الروسية)